# Exagrotis
Exagrotis là một chi bướm đêm thuộc họ Noctuidae.